# Tour de France 2010/3. Etappe
Die 3. Etappe der Tour de France 2010 am 6. Juli führte über 213 km von Wanze nach Arenberg. Auf dieser flachen Etappe gab es drei Sprintwertungen sowie eine Bergwertung der 4. Kategorie. Darüber hinaus waren mehrere Kopfsteinpflasterpassagen in Belgien und in Frankreich von insgesamt etwa 13 km Länge zu bewältigen. Nach der Aufgabe Mickaël Delages, Christian Vande Veldes und Niki Terpstras während bzw. nach der Etappe am Vortag gingen 191 der 198 gemeldeten Teilnehmer an den Start.

## Rennverlauf
Um 12:42 Uhr wurde der reale Start gegeben. Nach acht Kilometern konnte sich in zwei Phasen eine siebenköpfige Spitzengruppe bestehend aus Steve Cummings, Ryder Hesjedal, Pavel Brutt, Pierre Rolland, Imanol Erviti, Stéphane Augé und Roger Kluge bilden. Sie konnte sich absetzen und einen Vorsprung von knapp fünf Minuten herausfahren. Kluge gewann die ersten beiden Sprints, Hesjedal die dazwischenliegende Bergwertung. Quick Step, das Team des Gesamtführenden, fuhr danach das Feld wieder etwas näher heran.
Noch bevor das Kopfsteinpflaster erreicht wurde, kamen mehrere Fahrer zu Fall. Ein Schlüsselbeinbruch zwang David Le Lay zur Aufgabe. Danach machten mehrere Teams, besonders das Team Sky, im Feld Tempo, um näher an die Spitzengruppe heranzukommen. Es verkürzte so den Vorsprung auf etwa zwei Minuten, als diese den ersten von sieben Kopfsteinpflasterabschnitte erreichte. Der Vorsprung schwankte anschließend um diesen Betrag. Schon zuvor gab es die ersten Reifenpannen. Simon Gerrans stürzte, konnte aber weiterfahren. Kluge sicherte sich vor den restlichen sechs Kopfsteinpflasterabschnitten kampflos auch die letzte Sprintwertung.

„Wir wussten, dass es ein Gemetzel würde – und es wurde ein Gemetzel.“

Mark Cavendish kämpfte sich nach einem Defekt wieder an das Feld heran, das den Abstand zur Spitze langsam verkürzte. Nach dem zweiten Kopfsteinpflasterabschnitt kamen mehrere Fahrer an einem Gebüsch zu Fall, darunter Damiano Cunego und Rein Taaramäe, alle konnten aber weiterfahren. In der Spitzengruppe konnte sich Ryder Hesjedal kurz absetzen, wurde aber wieder eingefangen. Das Hauptfeld, geführt vom Team Saxo Bank, zerfiel in zwei Gruppen als wieder französischer Boden erreicht wurde, und kam bis auf weniger als eine halbe Minute an die Ausreißer heran. Bei einem weiteren Sturz, in den auch Alberto Contador und Tony Martin involviert waren, zog sich Fränk Schleck einen Schlüsselbeinbruch zu und musste als nächster Fahrer das Rennen aufgeben.
Es bildete sich eine kleine Gruppe um Andy Schleck und Fabian Cancellara, Thor Hushovd, Cadel Evans und Geraint Thomas, die den noch führenden Hesjedal verfolgten. Im hinteren Feld schaffte eine durch den Sturz zurückgefallene Gruppe um Contador den Anschluss an eine Gruppe mit Lance Armstrong. Dieser machte Tempo und versuchte auf die vor ihm fahrende Schleck-Gruppe aufzuschließen, bevor auch er einen Defekt erlitt. Chavanel musste unterdessen zweimal das Rad wechseln und wurde zurückgeworfen, was ihm den Verlust des Gelben Trikots bescherte.
Durch die Führungsarbeit Cancellaras holte die Schleck-Gruppe den Führenden Hesjedal wieder ein. Den Zielsprint dieser Gruppe gewann schließlich Hushovd, der sich damit das Grüne Trikot sicherte. Cancellara eroberte sich das Gelbe Trikot zurück. Contador wurde durch einen Reifenschaden kurz vor dem Ziel wieder etwas zurückgeworfen. Danach kamen weitere Gruppen ins Ziel, in denen sich unter anderem auch Tony Martin befand, der das Weiße Trikot an Geraint Thomas verlor.

### Kritik
Schon im Vorfeld der 3. Etappe hatten einige Rennfahrer und Teams harsche Kritik an der Streckenführung geübt. Die sieben bis zu 3,7 km langen Kopfsteinpflasterabschnitte, die der Streckenchef Jean-François Pescheux in den Parcours eingebaut hatte, seien ein unnötiges Risiko für die Fahrer. Lance Armstrong prognostizierte ein „Blutbad“, der langjährige Pelotonsprecher Jens Voigt mutmaßte gebrochene Arme und Schlüsselbeine. Pescheux verteidigte seine Streckenplanung und führte an, dass auch nicht minder gefährliche Abfahrten Teil der Rundfahrt seien, sich diese aber auch niemand wegdenken könne. Tourdirektor Christian Prudhomme argumentierte damit, dass die Rennleitung die Spannung schon in der ersten Woche hochhalten wolle. Ein Radprofi mit Anspruch auf den Gesamtsieg müsse auch mit den Anforderungen, die das Kopfsteinpflaster stellt, zurechtkommen.
Jens Voigt zeigte sich in einem Interview der ARD unmittelbar nach dem Rennen, das unter anderem sein gestürzter Teamkollege Fränk Schleck nicht hatte beenden können, empört: „Das war eine leichtfertige, sinnlose Gefährdung unserer Gesundheit.“ Die Fahrer hätten seit Monaten vergeblich ihre Bedenken angesichts der Etappenführung geäußert. Die erste Tourwoche werde schon hektisch genug, da müsse auf ein derartiges „Spektakel“ verzichtet werden. Lance Armstrong, der einen großen Rückstand hatte hinnehmen müssen, lenkte ein: „Ich glaube eine solche Etappe gehört durchaus in die Tour.“

## Sprintwertungen
- 1. Zwischensprint in Saint-Servais (Kilometer 35) (124 m O.P.)

| Erster  | Roger Kluge    | 6 Pkt. |
| Zweiter | Ryder Hesjedal | 4 Pkt. |
| Dritter | Steve Cummings | 2 Pkt. |
- 2. Zwischensprint in Nivelles (Kilometer 71,5) (135 m O.P.)

| Erster  | Roger Kluge    | 6 Pkt. |
| Zweiter | Pierre Rolland | 4 Pkt. |
| Dritter | Imanol Erviti  | 2 Pkt. |
- 3. Zwischensprint in Pipaix (Kilometer 151,5) (48 m O.P.)

| Erster  | Roger Kluge   | 6 Pkt. |
| Zweiter | Pawel Butt    | 4 Pkt. |
| Dritter | Stéphane Augé | 2 Pkt. |
- Ziel in Arenberg (Kilometer 213) (28 m)

| Erster   | Thor Hushovd           | 35 Pkt. |
| Zweiter  | Geraint Thomas         | 30 Pkt. |
| Dritter  | Cadel Evans            | 26 Pkt. |
| Vierter  | Ryder Hesjedal         | 24 Pkt. |
| Fünfter  | Andy Schleck           | 22 Pkt. |
| Sechster | Fabian Cancellara      | 20 Pkt. |
| Siebter  | Johan Vansummeren      | 19 Pkt. |
| Achter   | Bradley Wiggins        | 18 Pkt. |
| Neunter  | Jurgen Van Den Broeck  | 17 Pkt. |
| Zehnter  | Alexander Winokurow    | 16 Pkt. |
| 11.      | Denis Menschow         | 15 Pkt. |
| 12.      | Nicolas Roche          | 14 Pkt. |
| 13.      | Alberto Contador       | 13 Pkt. |
| 14.      | Robbie McEwen          | 12 Pkt. |
| 15.      | Mario Aerts            | 11 Pkt. |
| 16.      | Arkaitz Durán          | 10 Pkt. |
| 17.      | José Joaquín Rojas Gil | 9 Pkt.  |
| 18.      | Luis León Sánchez Gil  | 8 Pkt.  |
| 19.      | Roman Kreuziger        | 7 Pkt.  |
| 20.      | Thomas Lövkvist        | 6 Pkt.  |
| 21.      | David Millar           | 5 Pkt.  |
| 22.      | Gerald Ciolek          | 4 Pkt.  |
| 23.      | Sébastien Minard       | 3 Pkt.  |
| 24.      | Serge Pauwels          | 2 Pkt.  |
| 25.      | Mark Cavendish         | 1 Pkt.  |

## Bergwertungen
- Côte de Bothey, Kategorie 4 (Kilometer 48) (148 m O.P.; 1,4 km à 3,4 %)

| Erster  | Ryder Hesjedal | 3 Pkt. |
| Zweiter | Steve Cummings | 2 Pkt. |
| Dritter | Stéphane Augé  | 1 Pkt. |

## Aufgaben
- 16 – Fränk Schleck (Team Saxo Bank): Durch Sturz während der Etappe ausgeschieden.
- 51 – Christian Vande Velde (Garmin-Transitions): Nach Sturz auf der 2. Etappe nicht zur Etappe angetreten.
- 86 – David Le Lay (ag2r La Mondiale): Durch Sturz während der Etappe ausgeschieden.
- 148 – Niki Terpstra (Team Milram): Aufgrund gesundheitlicher Probleme nicht zur Etappe angetreten.